# Edilbay (mouton)
L'edilbay (kazakh : Еділбай қойы), nommé aussi mouton Edilbaev (russe : Эдильбаевская овца), est une race de mouton domestique qui trouve son origine dans le nord du Kazakhstan. Cette race appartient au type à laine grossière et graisse dans la queue, ainsi qu'au groupe des moutons kazakhs. La race se constitue au xixe siècle par un croisement entre le mouton kazakh à queue grasse et le mouton kalmouk/astrakhan à laine grossière. De nos jours, cette race est élevée au Kazakhstan (2 419 000 têtes en 1980) et en Russie (20 100 têtes en 2003).

## Caractéristiques
Les Edilbaev sont très rustiques, puisqu'ils étaient sélectionnés pour se conformer à la vie nomade dans les semi-déserts et les déserts du Kazakhstan. Ils sont adaptés à de sévères gelées d'hiver et des sécheresses l'été et peuvent voyager sur de longues distances, et vivre dans de mauvaises conditions d'alimentation.
Leur taux d'agnelage annuel est de 110 à 120 agneaux nés pour 100 brebis.
Ils sont principalement élevés pour leur viande et la graisse de leur queue. À l'âge de quatre mois, le poids de la carcasse est d'environ 22 kg et le poids de graisse de queue est d'environ 3–4 kg. Les mâles élevés suffisamment longtemps peuvent atteindre un poids de carcasse de 40–45 kg et une graisse de queue d'un poids de 12–14 kg.
Le lait, bien que de moindre importance, est également utilisé à des fins commerciales. Les principaux produits transformés sont l'ayran (lait caillé), le primchik et le qurt (fromages), et le beurre,. Les brebis ont un rendement de lait annuel de 152 litres en moyenne. La teneur en matières grasses varie de 3 à 9 %, avec une moyenne de 5,8 %.
Leur production de laine dépasse celle de toutes les autres races kazakhes de type à graisse de queue, à la fois en ce qui concerne le rendement et la qualité,. La moyenne de rendement en toison en deux tontes est de 3,3 kg pour les béliers et 2,5 kg pour les brebis, l'épaisseur de la toison étant d'environ 15 cm. La toison est composée de vraie laine avec une finesse de 18,0 µm (54 % en moyenne), de fibres intermédiaires (33.1 µm, moyenne de 17,5%), et de poils de garde (59.5 µm, 26 % en moyenne). Le Kemp est rarement trouvé.